# Строганов, Иван Максимович
 Иван Максимович Строганов (30 июля 1592 — 21 августа 1644) — крупный русский купец и промышленник.

## Биография
Представитель богатого купеческого рода Строгановых. Сын промышленника Максима Яковлевича Строганова (1557—1624) и Марии Михайловны Преподобовой (1554—1631).
В 1624 году после смерти своего отца Иван и его младший брат Максим унаследовали его владения на правом берегу р. Чусовая (Верхний Чусовской городок, Верхнечусовской и Яйвенский округа с землям по р. Обве, Иньве и Косьве).
В 1623/1624 году по переписи М. Ф. Кайсарова братья Иван и Максим Максимовичи Строгановы совместно владели одним городком, острожком и монастырем, 37 деревнями, 22 починками, 4 церквями, 9 варницами, 7 лавками, 4 мельницами, 385 дворами и 671 крепостным.
В 1625 году Иван и Максим Строгановы получили от царя Михаила Фёдоровича жалованную грамоту, в которой была подтверждена прежняя царская грамота, выданная в 1614 году их отцу, на строгановские земли по рекам Каме, Чусовой, Обве, Иньве, Косьве и Яйве.
В апреле 1627 года после смерти своего бездетного младшего брата Максима Иван Строганов стал единоличным владельцем отцовского наследства.
В январе 1629 года строгановские имения были разделены «по третям» между Андреем Семёновичем, Петром Семёновичем и Иваном Максимовичем.
С 1636 года Ивану Максимовичу Строганову стал помогать в ведении дел его сын Даниил.
В августе 1644 года 52-летний Иван Максимович Строганов скончался, его похоронили в Успенском соборе Сольвычегодска. Его вотчины наследовал сын Даниил.
Был дважды женат. В 1612/1613 году женился на Евфимии Саввичне Пушкиной (1597—1634), дочери мангазейского воеводы Савлука (Саввы) Третьяковича (Сергеевича) Пушкина. Дети от первого брака:
- Иван (1615—1616)
- Михаил (1618—1636)
- Марфа (1621—1636)
- Даниил (1622—1668)
- Алексей
- Феодора

В 1635/1636 году вторично женился на Анне Стефановне (ок. 1610/1620-1640), фамилия и происхождение которой неизвестны.